# Мускат білий

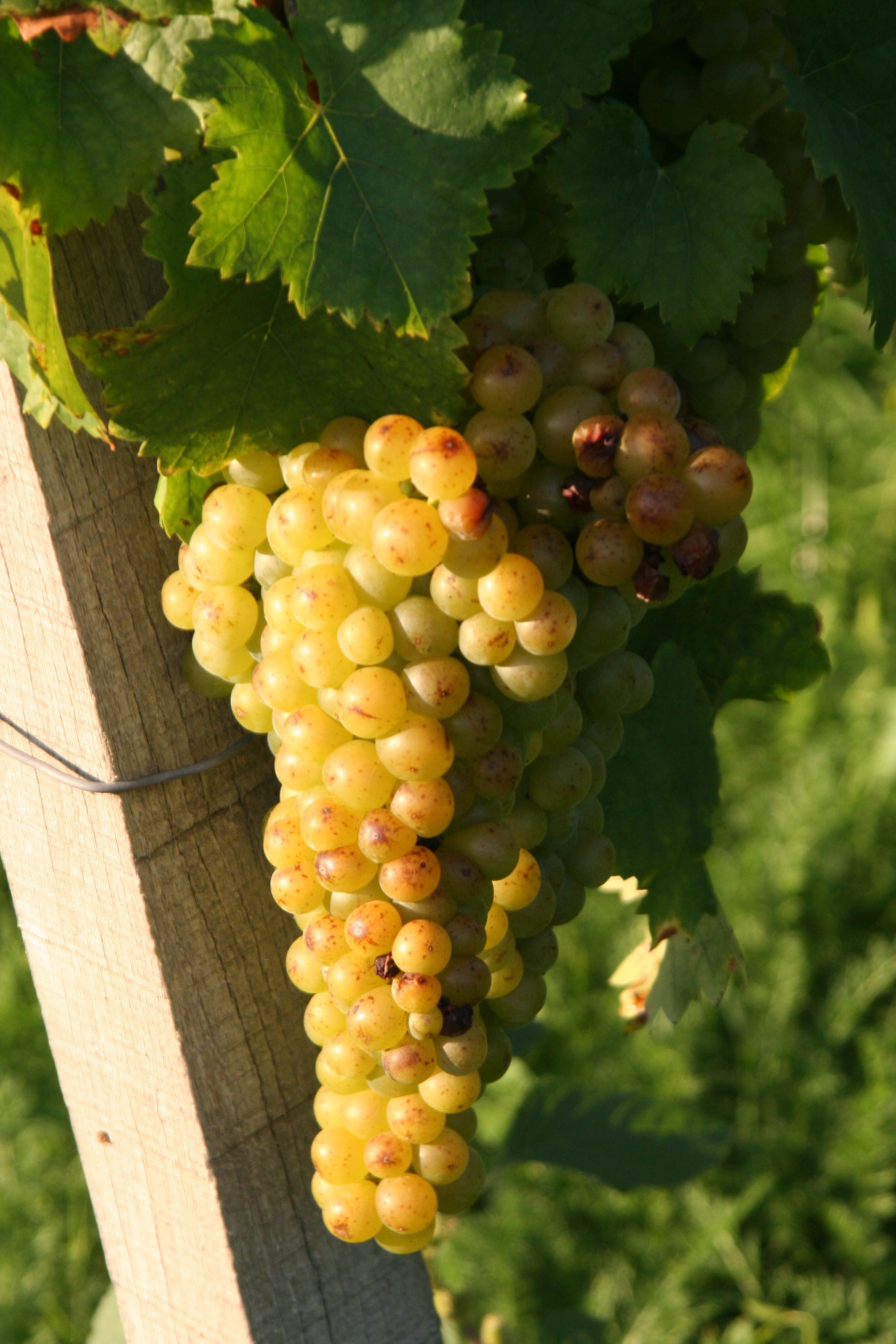

Мускат білий — сорт винограду, представник групи сортів Мускати, виду Виноград культурний. Використовується для виготовлення білих вин.

## Географія
Найімовірніше сорт був виведений на Сході: в Сирії, Єгипті або Аравії. Наразі найпоширеніший на територіях країн з середземноморським кліматом, таких як: Болгарія, Угорщина, Італія, Іспанія, Румунія, Сербія і Франція, так само має популярність у США.

## Основні характеристики

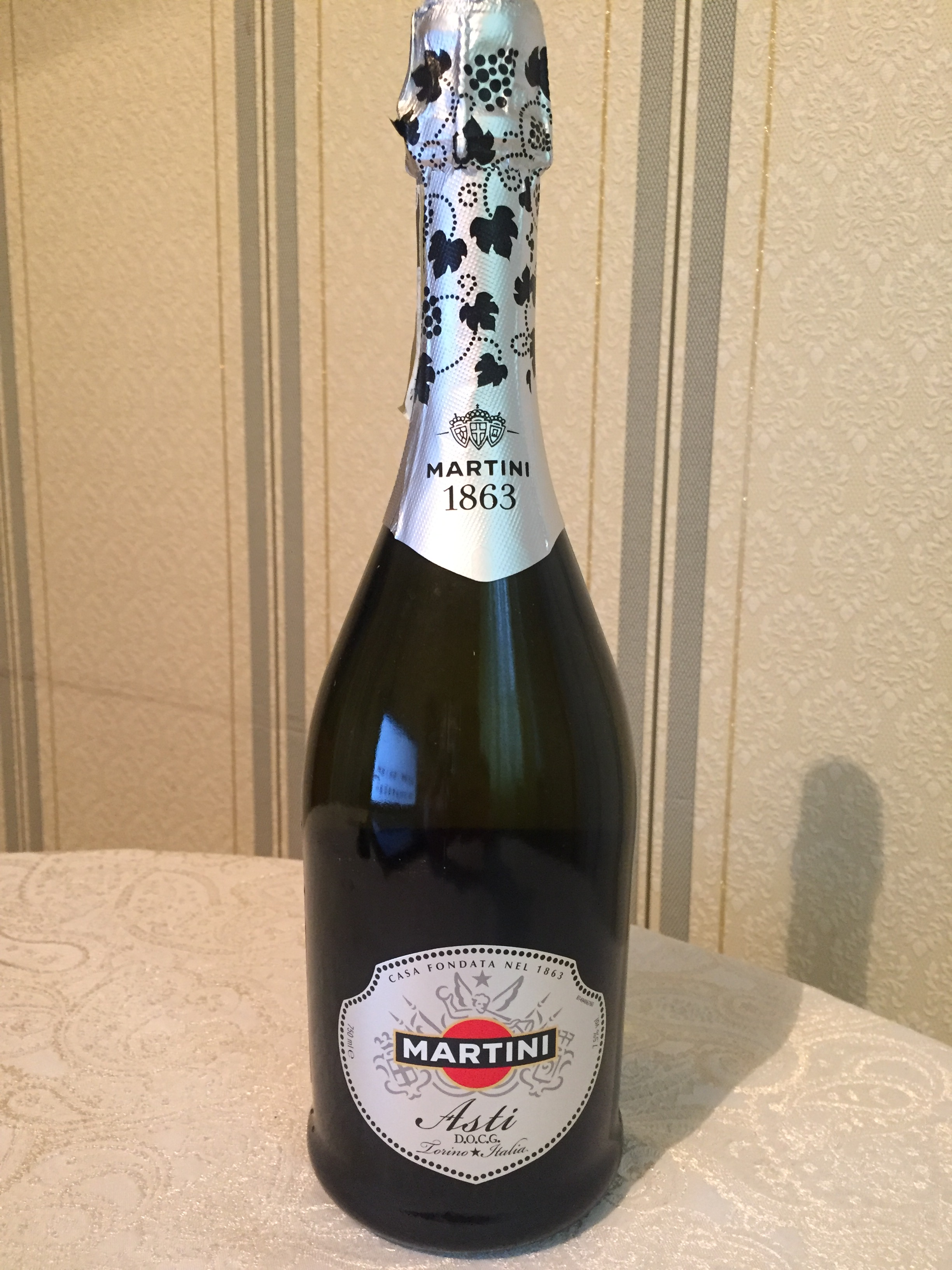
Ігристе вино — Martini Asti, вироблене з білого мускату

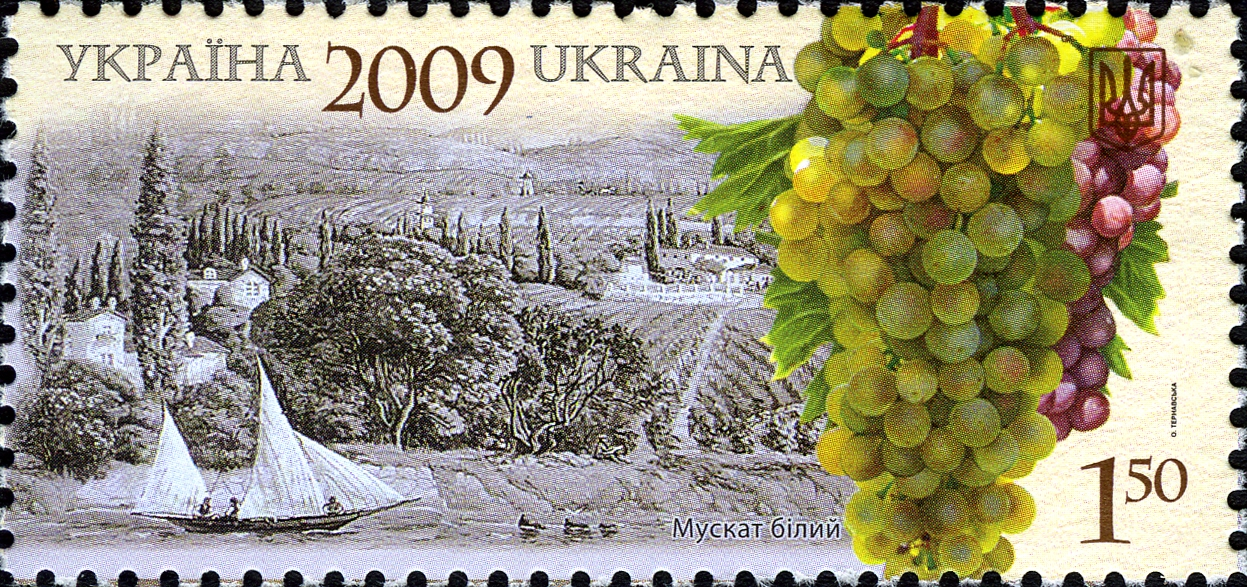
Марка Укрпошти «Мускат білий» із серії «Виноробство в Україні»

Виноградні кущі — середнього розміру, квітка обоєстатева. Грона — середні, масою від 100 до 450 грамів, циліндричні та щільні.
Ягоди середні, вагою до 4 грам, і діаметром до 1,5 см, колір ягід — жовтувато-золотистий. М'якоть солодка і соковита, з сильним мускатним ароматом. Насіння в ягоді — 2-3. Містить великий вміст цукру — 18-25 %
Визрівання пагонів на рівні 75-90 %. Плодоносних пагонів 44 %. Кількість суцвіть — на розвиненому пагоні 0,46, на плодоносному 1,22. На недостатність вологи сорт реагує різким скороченням пагонів. Найурожайніший на помірно сухих, шиферних, схилах, що добре прогріваються. Негативний вплив на врожайність мають глинисті ґрунти.
Врожайність середня — 63,6-109,2 центнера з гектара. Негативним чинником на врожайність впливає згущеність посадки. Морозостійкість — низька. В дощові роки, при збереженні високої вологості ґрунту врожайність низька, що зумовлено появою на ягодах сірої гнилі. Для збільшення врожайності необхідно додаткове запилення.

## Використання
Урожай сорту мускат білий використовується для виготовлення марочних десертних вин високої солодкості, з сильним приємним ароматом чайної троянди і цитрона.
Практично в кожній країні Середземноморського регіону є своє відоме вино на основі мускату — вина можуть відрізнятися від легких сухих і слабоалкогольних ігристих вин до дуже солодких і міцних версій.
У Франції, куди найімовірніше сорт був вперше завезений в Європу через марсельський порт, сорт іменується — Muscat Blanc à Petits Grains. Використовується для виробництва маркових десертних вин в ряді винних регіонів, серед яких можна відзначити Ельзас, Еро, Фронтіньян і Валанс.
В Італії, де сорт іменується Moscato Bianco, і надзвичайно популярний серед виноробів. Серед винних регіонів можна виділити: П'ємонт — де виробляється знамените ігристе вино марки Асті, Тоскана — де виробляються тихі та ігристі вина, Сардинія і Сицилія — вина з цих регіонів можуть бути кріпленими, ігристими й сухими.
Основним районом виробництва мускатних вин в колишній Російській імперії є Крим, де в 1812 році був закладений Нікітський ботанічний сад, у якому були посаджені популярні європейські сорти винограду, серед яких і білий мускат. Перші вина, високих смакових якостей, у Криму почали вироблятися в 1830-х роках.